# Аверзивно условљавање
Аверзивно условљавање је вид условљавања којим организам учи да избегава извесно понашање које је праћено неким непријатним или болним дражима. Аверзивно условљавање постиже се на два начина. Као класично условљавање, када се аверзивни стимулус примењује непосредно пре непожељног понашања. Као оператно условљавање, када непожељно понашање прати неки аверзивни стимулус (нпр. бол, патњу, потиштеност) или када такво понашање прати укидање позитивних стимуланса који служе као награда (нпр. укидање неке привилегије након испољеног непожељног понашања). Као метода бихевиоралне терапије, аверзивно условљавање је неприхватљиво у процесу социјализације иако га многи родитељи практикују, што често за последицу има повећан број злостављане деце.